# 守田法子
守田 法子（もりた のりこ）は、日本のアニメーション作家、舞踏家。アニメーション作家としては、クレヨン、版画、ガッシュ、切り絵などを画材としたドローイングアニメーションを主として製作している。
1980年よりアニメーション制作を始める。
1996年に製作した『女郎花抄』は各賞を受賞している。
『プチプチ・アニメ』（NHK教育テレビ（Eテレ））枠内で1998年8月24日に「ハスの妖精ぼにょぼにょ」が放映された（度々放送されることがある）。

## 賞歴
女郎花抄
- 1996年カナダ国際映画祭アマチュア部門準グランプリ、ベストアニメーション賞
- レティナ国際映画祭（ハンガリー） シゲトヴァール市賞